# Jara jezik
Jara jezik (jera; ISO 639-3: jaf), jezik čadske porodice, skupine biu-mandara, kojim govori 46 300 ljudi (2000) u nigerijskim državama Gombe i Borno. 
Sve više potiskuju ga jezici hausa [hau] i fulfulde [fuv]. Nije isto što i jere [jer], koji pripada u benue-kongoanske jezike.

## Vanjske poveznice
- Ethnologue (14th)
- Ethnologue (15th)